# Вставити шплінт А в гніздо Б
«Вставити шплінт А в гніздо Б» (англ. Insert Knob A in Hole B) — науково-фантастичне оповідання американського письменника Айзека Азімова, вперше опубліковане у грудні 1957 року в журналі The Magazine of Fantasy and Science Fiction. Увійшло до збірки «Прихід ночі та інші історії» (1969).

## Сюжет
Двоє працівників на віддаленій космічній станції, яка отримує своє обладнання з Землі у розібраному вигляді, витрачають багато часу на його складання через розпливчастість та заплутаність інструкцій по збірці.
Вони з нетерпінням чекають прибуття складної моделі робота, який умітиме збирати довільне обладнання і робитиме цю роботу за них.
Після прибуття вантажу вони розгублюються, оскільки робот був відправлений у розібраному вигляді у супроводі неясних та заплутаних інструкцій.